# 特雷德貝峰

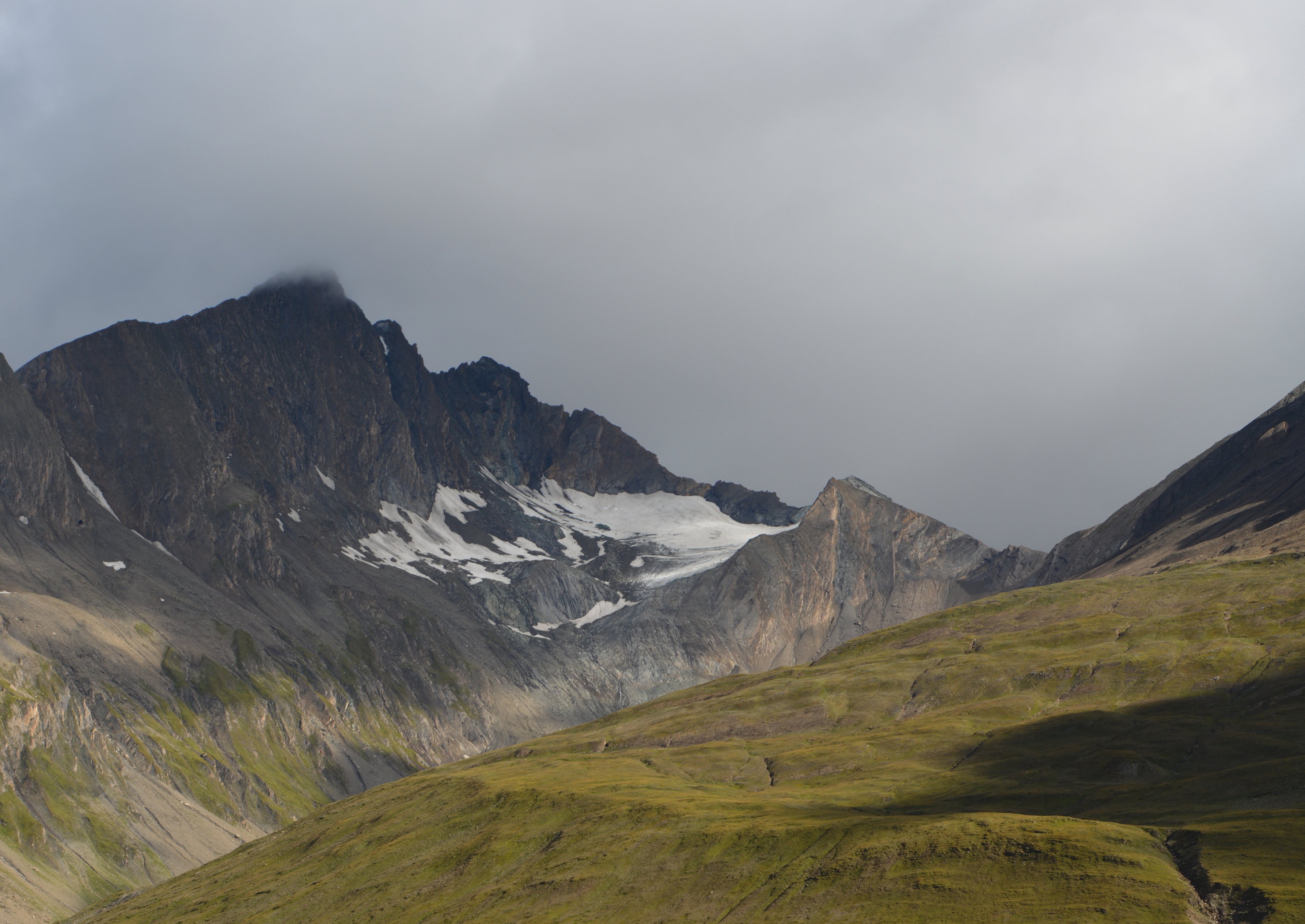

47°01′00″N 12°12′54″E / 47.016667°N 12.215°E
特雷德貝峰（德語：Tredeberspitze），是奧地利的山峰，位於該國西部，由蒂羅爾州負責管轄，屬於維內迪傑山脈的一部分，海拔高度3,134米，人類在1904年9月27日首次登頂。